# VI wiek
V wiek <> VII wiek
501 502 503 504 505 506 507 508 509 510 511 512 513 514 515 516 517 518 519 520 521 522 523 524 525 526 527 528 529 530 531 532 533 534 535 536 537 538 539 540 541 542 543 544 545 546 547 548 549 550 551 552 553 554 555 556 557 558 559 560 561 562 563 564 565 566 567 568 569 570 571 572 573 574 575 576 577 578 579 580 581 582 583 584 585 586 587 588 589 590 591 592 593 594 595 596 597 598 599 600

## Urodzili się
- 507 – Prokopiusz z Cezarei, historyk bizantyński (data sporna lub przybliżona)
- 540 – Grzegorz I Wielki, papież i doktor Kościoła
- 570 – Mahomet, twórca islamu

## Zmarli
- 511 – Chlodwig, król Franków
- 524 – Boecjusz, ostatni wielki filozof tradycji klasycznej
- 526 – Teodoryk Wielki, król Ostrogotów
- 535 – Amalasunta, królowa Ostrogotów
- 552 – Totila, król Ostrogotów
- 565 – Justynian I Wielki, cesarz bizantyjski
- 566 – Prokopiusz z Cezarei, historyk bizantyński (data sporna lub przybliżona)
- 567 – Kunimund, król Gepidów
- 572 – Alboin, król Longobardów, zdobywca Italii
- 573 – Narses, dowódca bizantyjski
- 583 – Kasjodor, rzymski polityk, historyk i filozof.

## Wydarzenia w Europie
- 501–503 – Szkoci z Irlandii założyli królestwo Dalriada na zachodnim wybrzeżu Szkocji
- 507 – Chlodwig pokonał Wizygotów pod Poitiers
- 511 – podział państwa Franków po śmierci Chlodwiga
- 527 – Justynian I Wielki został cesarzem wschodniorzymskim
- 529
  - zamknięcie Akademii Platońskiej przez Justyniana
  - założenie klasztoru na Monte Cassino
  - początek prac nad Kodeksem Justyniana
- 532
  - 11 stycznia – bunt mieszkańców Konstantynopola (powstanie Nika)
  - rozpoczęcie budowy kościoła Hagia Sophia
  - Chosrow I zawarł tzw. wieczny pokój z cesarzem Justynianem I Wielkim
- 533–536 – ogłoszenie Kodeksu Justyniana
- 534
  - Frankowie podbili królestwo Burgundii
  - kodyfikacja (usystematyzowanie przepisów prawnych) prawa rzymskiego
- 535–536 – anomalie pogodowe spowodowały głód
- 536 – przybycie Belizariusza do Italii zapoczątkowało wojny gockie
- 540
  - kapitulacja Witigesa
  - bunt Totili
  - Chosroes I najechał Syrię i zajął Antiochię
- 541/542 – szczyt zarazy w Bizancjum
- 542 – Frankowie zajęli ostatnie posiadłości Wizygotów w Galii
- 547 – najazdy Słowian na Bałkany
- 550 – interwencja Justyniana w Hiszpanii
- około 550–580 – kolejne fale zarazy pustoszą Europę
- 552 – zwycięstwo Narsesa nad Gotami
- około 554 – cesarstwo wschodniorzymskie odzyskało południową część Hiszpanii (Betyka)
- około 555 – Frankowie zdobyli Bawarię
- 561 – rozpad państwa Franków na 3 dzielnice: Austrazję, Neustrię i Burgundię
- 562 – wojna persko-bizantyjska na terenie Mezopotamii zakończona pokojem 50-letnim
- 567 – upadek Królestwa Gepidów za sprawą Longobardów
- 568
  - przybycie Awarów do Panonii
  - wtargnięcie Longobardów do Italii (zagarnięcie środkowej Italli)
- 570 – Chosroes I opanował Jemen, co zapoczątkowało nową wojnę z Bizancjum
- 574 – rozbicie plemienne Longobardów
- 578 – 581 – najazdy awarsko-słowiańskie na Tessalię, Peloponez, Kretę i wyspy na Morzu Egejskim
- po 580 – Bizancjum straciło swe posiadłości w Hiszpanii na rzecz Wizygotów
- 584 – przywrócenie królestwa u Longobardów
- 587 – król Rekkared i większość wizygockich możnowładców przyjęła katolicyzm
- 590
  - początek pontyfikatu Grzegorza I
  - powstanie feudała Bahrama Czobina przeciwko szachowi Chosrowowi II
- 597 – misja papieska w Brytanii
- 600 – początek budowy katedry w Arles we Francji

## Wydarzenia w Azji
- 502–549 – za panowania cesarza Wudi buddyzm mahajana stał się religią panującą w Chinach
- 510 – pierwszy oficjalny szpital rządowy w Chinach (przeznaczony głównie dla ubogich)
- około 531 – państwo Sasanidów osiągnęło największy zasięg terytorialny
- 532 – pokój cesarstwa wschodniorzymskiego z Persją
- 535 – podział chińskiej dynastii Wei na dwie gałęzie
- 538 – pierwsi kapłani buddyjscy przybyli do Japonii
- 540–562 – wojna cesarstwa wschodniorzymskiego z Persją
- około 550 – buddyzm dotarł z Korei do Japonii
- około 560 – Sasanidzi i Turcy zniszczyli państwo Heftalitów w Azji Środkowej
- 572–591 – kolejna wojna cesarstwa wschodniorzymskiego z Persją
- 589 – dynastia Sui zjednoczyła Chiny
- 593 – powstała Cesarska Akademia Medyczna (Chang’an, Chiny)
- 598 – koreańska armia Kogurjo odparła najazd 300-tysięcznej armii dynastii Sui nad rz. Liao He

## Wydarzenia w Afryce
- 530 – władca Aksum zorganizował wyprawę handlową na Cejlon
- 533–534 – wschodniorzymski wódz Belizariusz zniszczył królestwo Wandalów
- 540 – Nubijczycy przyjęli chrześcijaństwo
- 547 – cesarstwo wschodniorzymskie zdławiło powstanie Berberów
- około 550 – w Egipcie zaczęto tkać wzorzyste tkaniny jedwabne
- około 570 – powstało państwo Kanem-Bornu

## Wydarzenia w Ameryce
- 562–594 – wielka susza w peruwiańskim królestwie Mochica
- około 600
  - początek szczytowego okresu rozwoju cywilizacji Majów w Meksyku
  - szczytowy okres rozwoju imperium peruwiańskiego ze stolicą w Tiahuanaco